# Aeroporto de Porto Amboim
O Aeroporto de Porto Amboim é um aeroporto situado na cidade costeira de Porto Amboim, na Província de Cuanza Sul em Angola.